# Ардьеж
Ардье́ж (фр. Ardiège, окс. Ardièja) — коммуна во Франции, находится в регионе Юг — Пиренеи. Департамент — Верхняя Гаронна. Входит в состав кантона Барбазан. Округ коммуны — Сен-Годенс.
Код INSEE коммуны — 31013.

## География
Коммуна расположена приблизительно в 660 км к югу от Парижа, в 90 км к юго-западу от Тулузы.

## Климат
Климат умеренно-океанический. Зима мягкая и снежная, весна характеризуется сильными дождями и грозами, лето сухое и жаркое, осень солнечная. Преобладают сильные юго-восточные и северо-западные ветры.

## Население
Население коммуны на 2010 год составляло 400 человек.
| 1962 | 1968 | 1975 | 1982 | 1990 | 1999 | 2010 |
| ---- | ---- | ---- | ---- | ---- | ---- | ---- |
| 261  | 246  | 261  | 247  | 259  | 325  | 400  |

## Администрация
| Период | Период | Фамилия     | Партия                  | Примечания |
| ------ | ------ | ----------- | ----------------------- | ---------- |
| 1983   | 2014   | Пьер Супен  | Социалистическая партия |            |
| 2014   | 2020   | Доминик Бер |                         |            |

## Экономика
В 2010 году среди 252 человек трудоспособного возраста (15—64 лет) 188 были экономически активными, 64 — неактивными (показатель активности — 74,6 %, в 1999 году было 73,7 %). Из 188 активных жителей работали 172 человека (95 мужчин и 77 женщин), безработных было 16 (8 мужчин и 8 женщин). Среди 64 неактивных 16 человек были учениками или студентами, 37 — пенсионерами, 11 были неактивными по другим причинам.